# 九龍巴士42M線
九龍巴士42M線是香港一條來往青衣（長宏邨）及荃灣（愉景新城）的巴士路線。

## 歷史
- 1990年2月5日：本線投入服務，原稱42B，來往青欣及荃灣地鐵站（循環線）。[2]
- 1991年1月13日：路線編號改稱42M。
- 1991年9月22日：加入空調巴士行走。
- 1998年7月12日：改為兩邊總站，以愉景新城為荃灣總站。
- 2002年2月3日：青欣總站改稱長宏。
- 2004年10月2日：改為全空調服務。
- 2015年12月31日：增設到站時間預報。

## 服務時間及班次
| 青衣（長宏邨）開 | 青衣（長宏邨）開 | 青衣（長宏邨）開 | 荃灣（愉景新城）開 | 荃灣（愉景新城）開 | 荃灣（愉景新城）開 |
| 日期             | 服務時間         | 班次（分鐘）     | 日期               | 服務時間           | 班次（分鐘）       |
| ---------------- | ---------------- | ---------------- | ------------------ | ------------------ | ------------------ |
| 星期一至五       | 05:20-06:20      | 12               | 星期一至五         | 05:45-06:45        | 15                 |
| 星期一至五       | 06:20-18:44      | 7-10             | 星期一至五         | 06:44-15:05        | 10-12              |
| 星期一至五       | 18:44-00:05      | 12-15            | 星期一至五         | 15:05-18:38        | 7-8                |
|                  |                  |                  | 星期一至五         | 18:38-00:30        | 10-12              |
| 星期六           | 05:20-07:08      | 12               | 星期六             | 05:45-07:00        | 15                 |
| 星期六           | 07:08-20:08      | 9-11             | 星期六             | 07:00-10:45        | 9-12               |
| 星期六           | 20:08-00:05      | 12-15            | 星期六             | 10:45-21:00        | 8-10               |
|                  |                  |                  | 星期六             | 21:00-00:30        | 10-12              |
| 星期日及公眾假期 | 05:20-08:20      | 12               | 星期日及公眾假期   | 05:45-07:00        | 15                 |
| 星期日及公眾假期 | 08:20-19:29      | 9-11             | 星期日及公眾假期   | 07:00-09:36        | 12                 |
| 星期日及公眾假期 | 19:29-00:05      | 12-15            | 星期日及公眾假期   | 09:36-19:22        | 8-10               |
|                  |                  |                  | 星期日及公眾假期   | 19:22-00:30        | 10-12              |

## 收費
全程：$5.4
- 過青荃橋後往青衣（長宏邨）：$5.1

| - 本線設有12歲以下小童及65歲或以上長者半價優惠。 - 65歲或以上香港居民使用「樂悠咭」，以及12歲以下合資格殘疾兒童使用「殘疾人士身份」個人八達通繳付車資，均可享有每程$2.0或半價（以較低者為準）的票價優惠；12至64歲合資格殘疾人士使用「殘疾人士身份」個人八達通（包括「樂悠咭」），以及60至64歲香港居民使用「樂悠咭」繳付車資，均可享有每程$2.0或全費（以較低者為準）的票價優惠。 - 65歲或以上長者如使用長者或一般個人八達通繳付車資，則只可享有半價優惠；12至64歲合資格殘疾人士如不使用「殘疾人士身份」個人八達通，以及60至64歲人士如不使用「樂悠咭」繳付車資，必須繳付全費。 - 乘客可以現金或八達通於上車時付款，不設找續。 - 每位成人乘客可免費攜帶最多兩名4歲以下而不佔座位的兒童乘客乘車，超額之4歲以下小童必須繳付小童車費乘車。 - 持有「九巴月票」之乘客在車票有效期內，每日可享最多10程任何九龍巴士及龍運巴士路線（包括本路線，以及聯營路線的九龍巴士／龍運巴士提供的班次；惟乘搭機場「A」及「NA」線則可享原價二七折優惠（不會計算每天10次合資格車程））；而B1線則每日可享最多各2程（不會計算每天10次合資格車程）。 - 九龍巴士、城巴、龍運巴士及陽光巴士全職員工及家屬（不包括外判職員）可免費乘搭本路線，惟必須拍職員或職員家屬八達通。 - 乘客亦可透過多元化電子支付系統（e度嘟）繳付車資，包括使用非接觸式VISA卡、JCB卡、萬事達卡、銀聯卡、美國運通、大來國際、Discover Card、Apple Pay、Google Pay、Samsung Pay、AlipayHK「易乘碼」、支付寶、WeChatHK／微信支付「搭車碼」、銀聯雲閃付「乘車碼」及BOC Pay「乘車碼」。乘客使用此付款方式，使用此支付方式的乘客可享有中途下車之分段收費，以及與其他九巴／龍運獨營路線或聯營線九巴／龍運班次之轉乘優惠，惟不適用於與非九巴／龍運路線之轉乘優惠，亦不能享有「公共交通費用補貼計劃」及「長者及合資格殘疾人士公共交通票價優惠計劃」。 |

### 八達通轉乘優惠
乘客登上本線往荃灣後150分鐘內以同一張八達通卡轉乘43X/P、48X、49X、73X或278X/P線往新界東，或從43X/43P、48X、49X、73X或278X/P線往荃灣登車後150分鐘內以同一張八達通卡轉乘本線往長宏，次程可獲$4.2車資折扣優惠。
- 265M往麗瑤 → 42M往長宏，次程車資全免。
- 42M往愉景新城 → 265M往天恆邨，回贈首程車資。

## 使用車輛
現時本線使用1輛斯堪尼亞K310UD 12米（ASU）及7輛富豪B9TL 12米（AVBWU），均屬青衣車廠。
| 車隊編號 | 車牌   |
| -------- | ------ |
| ASU21    | PC6346 |
| AVBWU97  | PV9753 |
| AVBWU98  | PV9867 |
| AVBWU178 | PY3691 |
| AVBWU193 | PY7194 |
| AVBWU195 | PY7062 |
| AVBWU421 | TN9414 |
| AVBWU423 | TP1044 |

## 行車路線

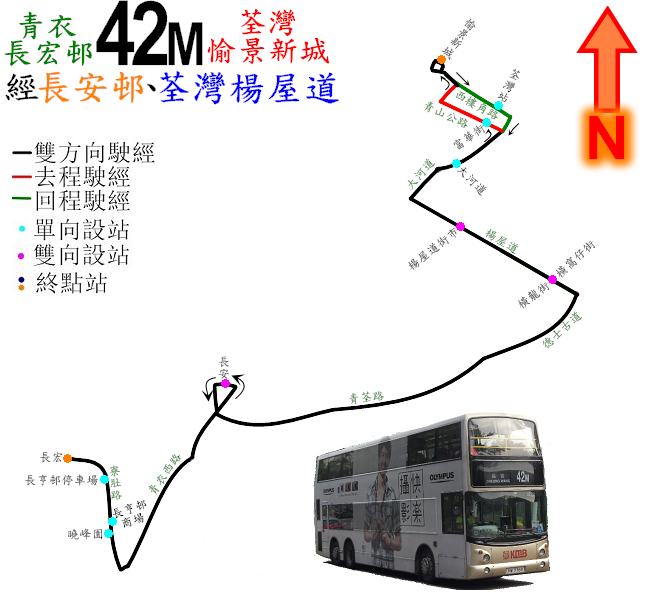
此線的走線圖

青衣（長宏邨）開經：寮肚路、青衣西路、楓樹窩路、擔桿山交匯處、青敬路、長安巴士總站、擔桿山路、擔桿山交匯處、青荃路、荃青交匯處、德士古道、楊屋道、大河道、青山公路－荃灣段、西樓角路及美環街。
荃灣（愉景新城）開經：美環街、西樓角路、大河道、楊屋道、德士古道、荃青交匯處、青荃路、擔桿山交匯處、青敬路、長安巴士總站、擔桿山路、擔桿山交匯處、楓樹窩路、青衣西路及寮肚路。
具體停站請參考資訊框

## 客量
本線自開辦至今，客量一直處於高水平，客源以街市買餸客和荃灣逛街客為主。由於本線途經楊屋道街市，因此每天都有大量乘客在街市買餸後乘搭本線回家，乘客在早上七時左右已經開始出現，一直到街市關閘為止。另外，近來荃灣區發展加快，有多個大型商場進駐（荃新天地、如心廣場等），加上本線途經該地域，因此也吸引到這班乘客。當然，一般來往青衣和荃灣工作或逛街的乘客，為本線增加了不少客源。
即使近來有新開辦的特快小巴路線409和409K跟本線競爭，但本線早已深入民心，加上小巴的車資較本路線昂貴，服務地區又不太相同，本線的客量一直都持續高水平。與此同時，雖然九龍巴士41M線的服務範圍跟本路線相若，但本線在青衣的服務範圍較廣，因此客量並未受太大影響。

## 外部連結
- 九巴42M線－九龍巴士
- 九巴42M線－i-busnet.com （页面存档备份，存于）
- 九巴42M線－681巴士總站 （页面存档备份，存于）
- 香港巴士大典上的相关条目：九巴42M線